# Bruce Miller (calciatore)
Bruce Miller (Vancouver, 25 maggio 1957) è un ex calciatore canadese.

## Carriera

### Club
Ha militato nella rappresentativa calcistica della Simon Fraser University tra il 1975 ed il 1976.
Nella stagione 1975 viene ingaggiato dai Vancouver Whitecaps che però lo cederanno a campionato in corso ai Seattle Sounders, con cui raggiunge i quarti di finale dei play-off per il titolo.
Torna in forza ai Sounders a partire dalla stagione 1978, ottenendo come miglior piazzamento il raggiungimento dei quarti di finale dei play-off per il titolo nella North American Soccer League 1980.
Nella stagione 1979 passa ai California Surf, che nel corso del campionato lo cederanno ai Chicago Sting, con cui raggiungerà i quarti di finale dei play-off per il titolo.
Nella stagione 1982 passa ai Ft. Lauderdale Strikers, con cui raggiunge la semifinale dei play-off per il titolo, perdendo contro i Sounders. L'anno seguente invece il percorso degli Strikers raggiunge i quarti di finale.
Segue poi gli Strikers nel loro trasferimento a Minneapolis, ove assunsero il brand dei Minnesota Strikers, con cui nella stagione 1984 non supera la fase a gironi.
Contemporaneamente e successivamente al calcio si dedicò all'indoor soccer, dapprima come giocatore e poi come allenatore dei Cleveland Crunch.

### Nazionale
Miler ha giocato otto incontri con la nazionale di calcio del Canada.

## Statistiche

### Cronologia presenze e reti in Nazionale
| Cronologia completa delle presenze e delle reti in nazionale ― Canada | Cronologia completa delle presenze e delle reti in nazionale ― Canada | Cronologia completa delle presenze e delle reti in nazionale ― Canada | Cronologia completa delle presenze e delle reti in nazionale ― Canada | Cronologia completa delle presenze e delle reti in nazionale ― Canada | Cronologia completa delle presenze e delle reti in nazionale ― Canada | Cronologia completa delle presenze e delle reti in nazionale ― Canada | Cronologia completa delle presenze e delle reti in nazionale ― Canada |
| Data                                                                  | Città                                                                 | In casa                                                               | Risultato                                                             | Ospiti                                                                | Competizione                                                          | Reti                                                                  | Note                                                                  |
| --------------------------------------------------------------------- | --------------------------------------------------------------------- | --------------------------------------------------------------------- | --------------------------------------------------------------------- | --------------------------------------------------------------------- | --------------------------------------------------------------------- | --------------------------------------------------------------------- | --------------------------------------------------------------------- |
| 5-1-1975                                                              | L'Avana                                                               | Cuba                                                                  | 4 – 0                                                                 | Canada                                                                | Amichevole                                                            | -                                                                     |                                                                       |
| 15-9-1980                                                             | Vancouver                                                             | Canada                                                                | 4 – 0                                                                 | Nuova Zelanda                                                         | Amichevole                                                            | -                                                                     |                                                                       |
| 17-9-1980                                                             | Edmonton                                                              | Canada                                                                | 3 – 0                                                                 | Nuova Zelanda                                                         | Amichevole                                                            | 2                                                                     |                                                                       |
| 1°-11-1980                                                            | Vancouver                                                             | Canada                                                                | 2 – 1                                                                 | Stati Uniti                                                           | Qual. Mondiali 1982                                                   | -                                                                     |                                                                       |
| 9-11-1980                                                             | Tegucigalpa                                                           | Honduras                                                              | 2 – 0                                                                 | Canada                                                                | Amichevole                                                            | -                                                                     |                                                                       |
| 11-11-1980                                                            | Città del Guatemala                                                   | Guatemala                                                             | 0 – 1                                                                 | Canada                                                                | Amichevole                                                            | -                                                                     | 80’                                                                   |
| 16-11-1980                                                            | Città del Messico                                                     | Messico                                                               | 1 – 1                                                                 | Canada                                                                | Qual. Mondiali 1982                                                   | -                                                                     | 77’                                                                   |
| 28-3-1984                                                             | Port-au-Prince                                                        | Haiti                                                                 | 0 – 1                                                                 | Canada                                                                | Amichevole                                                            | -                                                                     |                                                                       |
| Totale                                                                |                                                                       | Presenze                                                              | 8                                                                     |                                                                       | Reti                                                                  | 0                                                                     |                                                                       |